# Legrand
Legrand — французская компания, производитель продукции электротехнического назначения, а также решений для электрических и информационных сетей. Штаб-квартира компании находится во Франции в городе Лимож. За последние годы Legrand расширила свой бизнес за счет приобретения компаний в более чем 60 странах. Имеет производственные площадки в Азии, Америке и Европе, более трети выручки приходится на США.

## История компании
Компания была основана в 1866 году и изначально занималась производством столового фарфора. В 1904 году компанию приобрёл Фредерик Легран, который дал компании своё имя. В 1919 году компания создала подразделение по изготовлению фарфоровых изоляторов и выключателей, однако посуда оставалась основной продукцией, за неё компания даже получила золотую медаль на Всемирной выставке 1937 года. В 1944 году руководство компанией взяли на себя Жан Верспьерен и Эдуард Декосте, владельцы страховой компании Verspieren. В 1949 было принято решение сфокусировать усилия компании исключительно на производстве электроустановочных изделий.
В 1966 году в Бельгии открылось первое зарубежное представительство компании. В 1970 году Legrand вышла на Парижскую биржу. В 1977 году было куплено первое предприятие за пределами Европы (в Бразилии). В 1984 году Legrand вышла на рынок США, купив компанию Pass & Seymour. В 1989 году была приобретена итальянская компания Bticino. В 1992 году было куплено сразу несколько компаний, включая Molveno (Италия), Bufer (Турция), Pieron и Baco (Франция); в следующем году были куплены венгерская компания Kontavil и британская Tenby. В 1994 году выручка впервые превысила 10 млрд франков, крупнейшими приобретениями этого года стали Power Centre (Великобритания) и RTGama (Италия). В 1996 году компания вышла на новые для себя рынки покупкой FAEL (Польша), Luminex (Колумбия) и MDS (Индия), а также The Watt Stopper (США, производитель датчиков движения). В 1998 году была куплена компания Ortronics (США).
В 2001 году было объявлено о слиянии Legrand с Schneider Electric, однако сделку заблокировала Еврокомиссия. В итоге все акции Legrand были выкуплены консорциумом во главе с инвестиционными группами Wendel и KKR. Рост за счёт поглощений продолжился в 2004 году покупкой Van Geel (Нидерланды) и в 2005 году покупкой компаний Zucchini (Италия), OnQ (США) и ICM (Франция).
В 2006 году Legrand вновь стала публичной компанией, её акции были размещены на бирже Euronext Paris. В том же году были куплены компании Cemar (Бразилии) и Vantage (США). В 2007 году были куплены HPM (Австралия) и UStec (США), а также ОАО «Контактор» (Россия), в 2008 году — PW Industries (Англия), Estap (Турция), HDL (Бразилия) и Electrak (Англия), в 2010 году — Inform (Турция), IndoAsian Switchgear (Индия), Metasystem Energy (Италия).
В 2011 году Legrand вошла в индекс CAC 40. Legrand продолжила политику поглощений, были приобретены компании Electrorack (США), Intervox (Франция), SMS (Бразилия), Middle Atlantic Products (США), Megapower (Малайзия), Numeric UPS (Индия), Aegide (Голландия).
В 2021 году в группу Legrand вошла компания ENSTO, финский производитель интеллектуальных электротехнических решений.

## Собственники и руководство
Акции компании котируются на бирже Euronext Paris. Крупнейшими акционерами являются MFS Investment Management (10,09 %), BlackRock (5,13 %), The Vanguard Group (3,68 %), Norges Bank Investment Management (3,02 %); бывшим и действующим сотрудникам принадлежит 3,61 % акций, казначейские акции составляют 0,59 %.
- Анжелес Гарсия-Поведа (Angeles Garcia-Poveda, род. в 1970 году) — председатель совета директоров с июля 2020 года, член совета с 2012 года, ранее была в Boston Consulting Group.
- Бенуа Кокар (Benoît Coquart, род. 30 ноября 1973 года) — генеральный директор с февраля 2018 года, в компании с 1997 года.

## Деятельность
Legrand производит различные виды бытового и промышленного электрооборудования, в том числе выключатели, розетки, разъёмы, электрозащитное оборудование, счётчики электроэнергии, терморегуляторы, осветительное оборудование, блоки питания, источники бесперебойного питания, трансформаторы, сетевые фильтры, электропроводку, противопожарные и охранные сигнализации, домофоны, зарядные станции для электромобилей.
Подразделения по состоянию на 2023 год:
- Европа — Франция, Италия, Бенилюкс, Германия, Португалия, Испания, Польша, Турция и Великобритания, 43 % выручки;
- Северная и Центральная Америка — США, Мексика, Канада и страны Центральной Америки, 39 % выручки;
- Остальной мир — Австралия, Китай, Индия, Бразилия, Чили и Колумбия, 17 % выручки.

### Legrand в России
На территории Советского Союза продукция Legrand впервые появилась в 1980 году, когда страна готовилась к проведению XXII летних Олимпийских игр. При возведении гостиницы «Космос», предназначенной для размещения участников международных спортивных игр, строительная фирма экспортировала всё необходимое оборудование из Франции.
В России официальное представительство группы Legrand появилось в Москве в 1993 году, в том же году открылось производственное подразделение «Летен» в Дубне. Предприятие выпускало электроустановочные изделия серий «Нептун» и SIPE 1000, кабель-каналы серий СС/СТ, CM, KEVA и системы Lineal, собирало электрические щиты Altis, которые поставлялись из Франции в разобранном виде. В каталоге завода также присутствовали распределительные и монтажные коробки, силовые разъёмы, автоматические выключатели.
В 2007 году был приобретён завод «Контактор» в Ульяновске.
В 2021 году Legrand построила в ульяновском индустриальном парке «Заволжье» новый завод по производству низковольтного коммутационного оборудования. Объём инвестиций составил около 1,5 млрд рублей. На новую площадку было перенесено производство с завода «Контактор».
В январе 2023 года Legrand объявила об уходе из России. Компания объяснила своё решение растущей сложностью операций и неопределённостью.
В мае 2023 года был подписан контракт о продаже российских активов Legrand электротехнической компании «ИЭК Холдинг». Сделка была закрыта в октябре 2023 года. Финансовые условия соглашения не раскрывались. ООО «ИЭК Холдинг» заявил о намерениях инвестировать в развитие купленных предприятий 1 млрд рублей.
В России были представлены торговые марки Legrand, Bticino, Vantage, Cablofil, Zucchini, «Контактор», ESTAP.